# Osvaldo Verdi
Osvaldo Verdi (Voghera, 11 giugno 1939 – Voghera, 5 settembre 2017) è stato un dirigente sportivo, allenatore di calcio e calciatore italiano, di ruolo centrocampista o difensore.

## Carriera

### Giocatore
Gioca fino al 1958 nelle giovanili dell'Inter, con la cui maglia esordisce in prima squadra il 14 gennaio 1959 in una partita di Coppa delle Fiere pareggiata per 1-1 contro l'Olympique Lione; si tratta della sua unica presenza in prima squadra: a fine anno viene ceduto alla Pistoiese, con cui nella stagione 1959-1960 gioca nel campionato di Serie C. Ha giocato anche nel Lecco. Rimane in rosa all'Inter anche nella successiva stagione, senza mai giocare in prima squadra. Nella stagione 1960-1961 passa al Lecco, dove non gioca mai in partite ufficiali; a stagione in corso va al Pisa, con la cui maglia segna il suo primo gol in carriera a livello professionistico e gioca 10 partite in Serie C. Successivamente nella stagione 1961-1962 ha militato nell'Empoli in Serie C (31 presenze ed un gol), mentre dopo il trasferimento avvenuto nell'estate del 1962 nella stagione 1962-1963 ha vestito la maglia dell'Hellas Verona in Serie B, categoria nella quale ha disputato 8 partite senza mai segnare. Negli anni sessanta e settanta dopo due campionati di fila in terza serie alla Pistoiese (bilancio totale di 4 gol in 68 presenze con la squadra toscana) ha invece vestito la maglia del Savona, squadra di cui è il quinto giocatore con più presenze ufficiali con 211 partite, e con cui ha segnato in totale 6 reti. Con i biancoazzurri nella stagione 1966-1967 ha militato in Serie B, categoria in cui ha giocato altre 34 partite arrivando così ad un totale in carriera di 42 presenze nella serie cadetta. Lascia il Savona nel 1971, per poi giocare 24 partite in Serie D con il Casale nella stagione 1971-1972. Successivamente ha giocato anche nel Voghera per una stagione, nel campionato lombardo di Promozione (il massimo livello regionale dell'epoca).

### Allenatore
Nella stagione 1973-1974 ha allenato la Valenzana, con cui ha conquistato un quinto posto in classifica nel campionato piemontese di Promozione; viene riconfermato in panchina anche per la stagione successiva, chiusa con un piazzamento all'ottavo posto in classifica in Promozione.
Nella stagione 1978-1979 guida invece l'Albese, con cui ottiene un piazzamento di metà classifica nel campionato di Serie C2.
Ha poi allenato il Voghera, squadra della sua città natale, per tre stagioni consecutive in Serie C2 negli anni ottanta.

### Dirigente
Per più di un decennio ha lavorato come direttore sportivo e talent scout per il Voghera nelle serie minori. In seguito per tre anni (dal 1992 al 1995) è stato il coordinatore per il Nord Italia degli osservatori della Fiorentina, società di Serie A. Nella stagione 1996-1997 dopo la promozione dal Campionato Nazionale Dilettanti dell'anno precedente (della quale era stato uno degli artefici) ha ricoperto un ruolo analogo sempre con i rossoneri in Serie C2, salvo poi essere sostituito a stagione in corso il 9 dicembre 1996 da Ottorino Piotti in seguito ad un acceso litigio con un altro dirigente. Nella parte finale della stagione viene assunto dal Saronno, in Serie C1; lavora al Saronno anche nella stagione 1997-1998, sempre in terza serie.
Dopo aver lavorato per la stagione 1998-1999 al Torino, all'epoca militante in Serie B, come responsabile degli osservatori del club granata, passa al Mantova come direttore sportivo nella stagione 1999-2000, che si chiude con i virgiliani al terzo posto in classifica in Serie C2. Nelle stagioni 2000-2001 e 2001-2002 ha lavorato come direttore tecnico del Lecco in Serie C1; a fine anno in seguito al passaggio di proprietà della società lombarda da Franco Cimminelli a Pietro Belardelli ha lasciato l'incarico per tornare al Torino, dove è rimasto per altri due anni consecutivi, fino al 2004. In seguito ad un breve periodo di consulenza al Voghera (nella stagione 2003-2004 in Serie D), nella stagione 2004-2005 ha lasciato definitivamente la società piemontese per accasarsi al Vigevano, società di Serie D, dove ha lavorato per una stagione come direttore sportivo conquistando una tranquilla salvezza nel massimo campionato dilettantistico. In virtù dei buoni risultati ottenuti è stato riconfermato per la stagione 2005-2006, conclusasi con la retrocessione dei biancoazzurri nel successivo campionato di Eccellenza al termine di uno spareggio perso contro il Savona, ex squadra di Verdi durante la sua carriera da calciatore.
Dal 2014 era il responsabile degli osservatori dell'OltrepoVoghera, società militante nel campionato di Serie D.

## Palmarès

### Giocatore

#### Competizioni nazionali
- Serie C: 1

Savona: 1965-1966

### Dirigente

#### Competizioni nazionali
- Campionato Nazionale Dilettanti: 1

Voghera: 1995-1996